# Andrzej Kurowski
Andrzej Stefan Kurowski (ur. 20 sierpnia 1950 w Lublinie) – polski prawnik, wojewoda lubelski w latach 2001–2005.

## Życiorys
Ukończył studia na Wydziale Prawa i Administracji Uniwersytetu Marii Curie-Skłodowskiej w Lublinie. W okresie PRL należał do PZPR. W latach 1975–1987 oraz 1989–1990 pracował w Lubelskim Urzędzie Wojewódzkim. Od 1991 do 1993 pełnił funkcję zastępcy dyrektora Przedsiębiorstwa Handlowego Carexim w Lublinie, był też dyrektorem Przedsiębiorstwa Zagranicznego Inter TPHF w Jeziorzanach. Pracował następnie we Wschodnim Banku Cukrownictwa w Lublinie, od maja 1997 na stanowisku wiceprezesa zarządu.
W latach 2001–2005 sprawował urząd wojewody lubelskiego.
Odznaczony Złotym, Srebrnym i Brązowym Krzyżem Zasługi, a także Brązowym Medalem „Za zasługi dla obronności kraju”.